# Oriolus oriolus
Il rigogolo (Oriolus oriolus (Linnaeus, 1758)) è un uccello della famiglia Oriolidae.

## Descrizione
Il rigogolo è caratterizzato da un evidente dimorfismo sessuale: mentre il maschio presenta un colore giallo-nero, la femmina è distinguibile per le tonalità giallo-verdi più mimetiche, con striature grigie sul ventre. La taglia è di 22 cm di lunghezza, per un peso di 70 grammi.

## Distribuzione e habitat
Il rigogolo è diffuso in Europa, Asia, Africa; in Italia è presente in tutto il territorio. Il suo habitat è costituito da boschi di latifoglie al di sotto dei 1800 metri s.l.m., ma si trova anche nelle città.

## Biologia
Il rigogolo ha abitudini diurne, passa la maggior parte del tempo alla ricerca di cibo fra i rami bassi, al suolo o nel sottobosco, dimostrandosi piuttosto vivace anche se molto timido e facile allo spavento: sparisce nel folto della vegetazione o si allontana in volo al minimo disturbo. All'infuori del periodo riproduttivo tollera bene la presenza di conspecifici, tuttavia è raro vederne gruppi o stormi (può avvenire durante i periodi di magra nei pressi di fonti di cibo), mentre è comune osservare questi uccelli in coppie, con i due partner che si dimostrano estremamente teneri e affettuosi.
Sono ghiotti di insetti, le loro uova e larve, nonché di piccoli invertebrati. Integrano la dieta anche con vegetali, come boccioli, bacche, fiori e frutti (specialmente di nespole, mele, biancospini, fichi che vengono ricercati prima della riproduzione per accumulare energie).

### Riproduzione
Il rigogolo nidifica tra maggio e giugno. Il nido viene costruito sulla biforcazione di un ramo ed è facilmente riconoscibile poiché è ancorato ad essa e la parte centrale è sospesa nel vuoto, come un'amaca.

## Galleria d'immagini

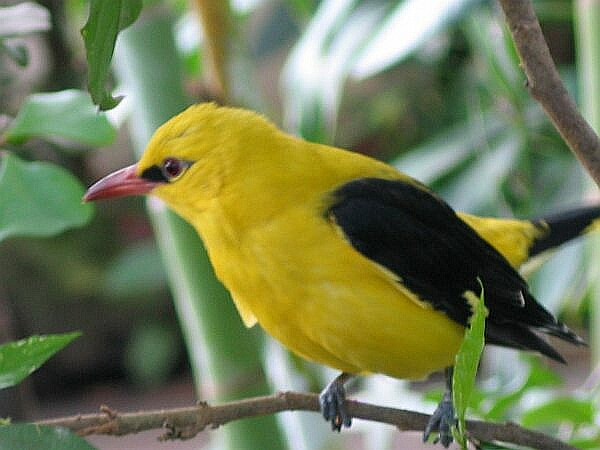
Rigogolo maschio
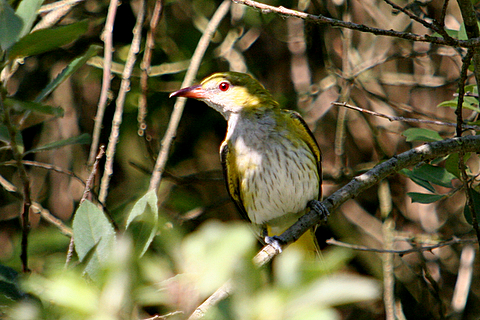
Rigogolo giovane
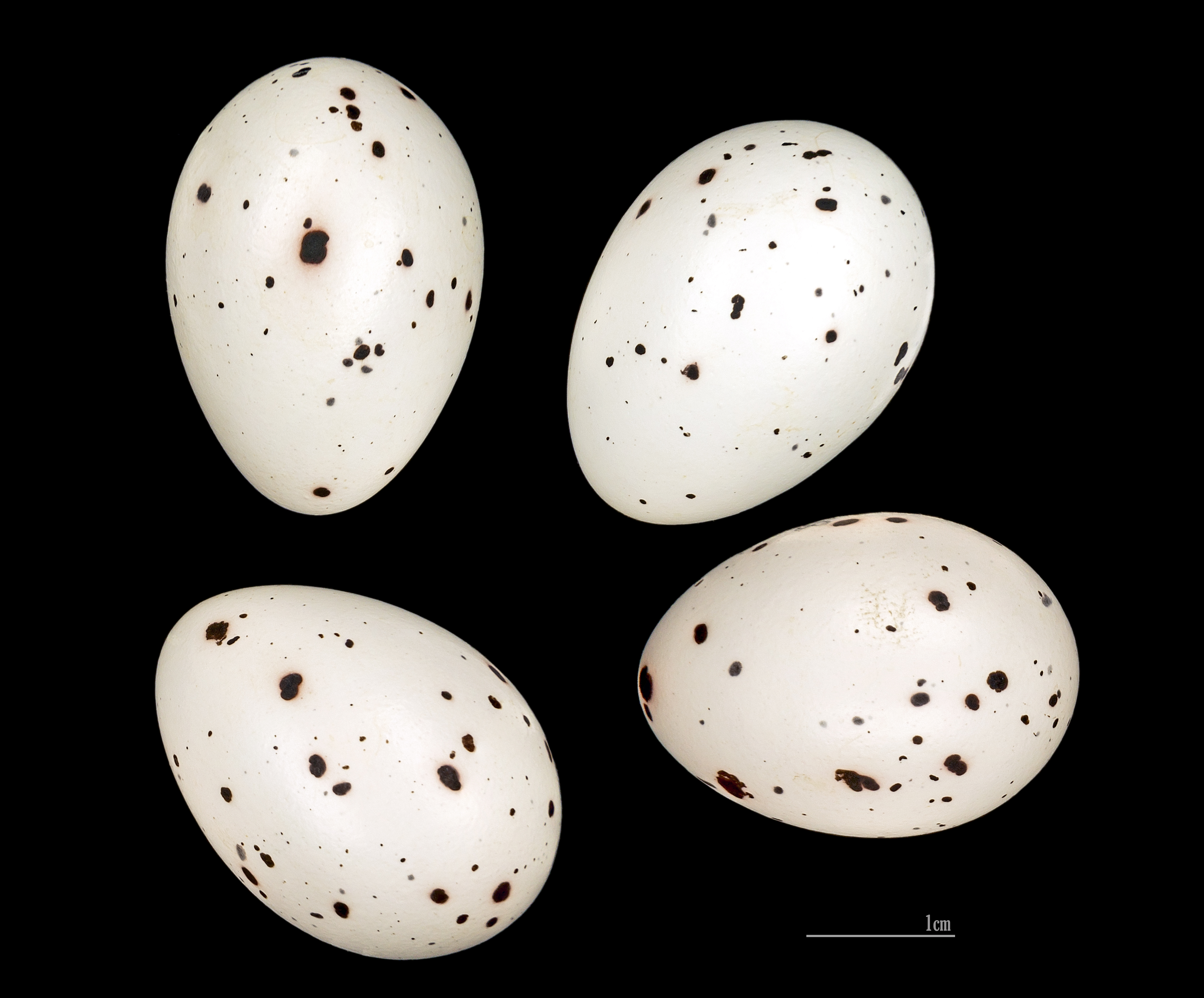
Oriolus oriolus Uova
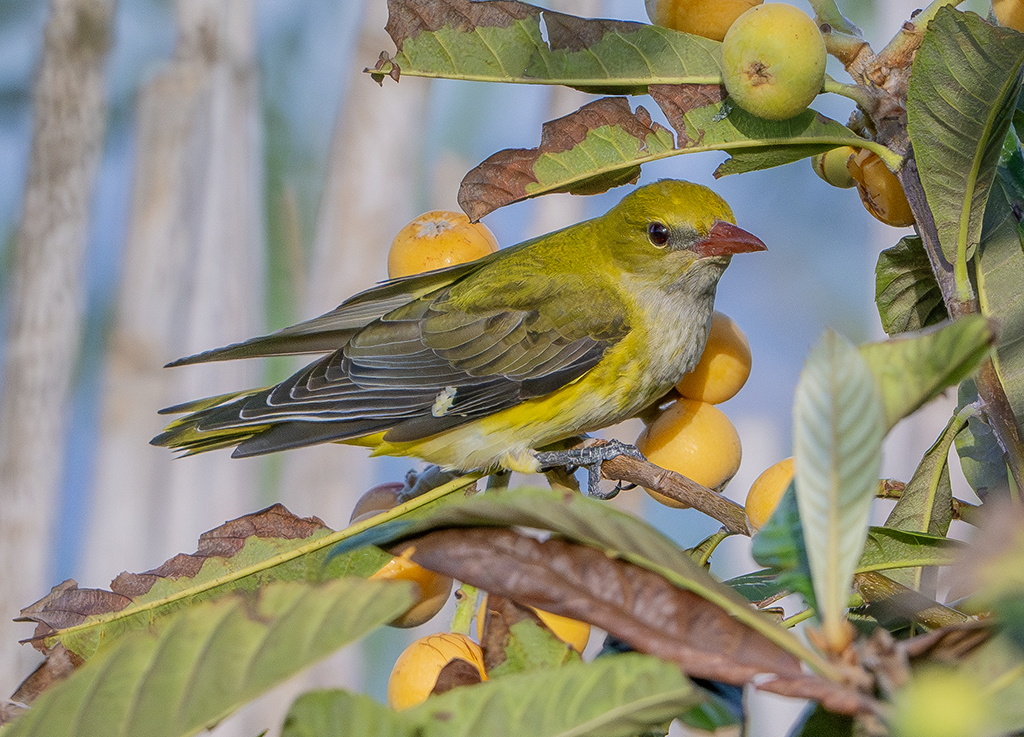
Rigogolo femmina-all'Isola di Ventotene
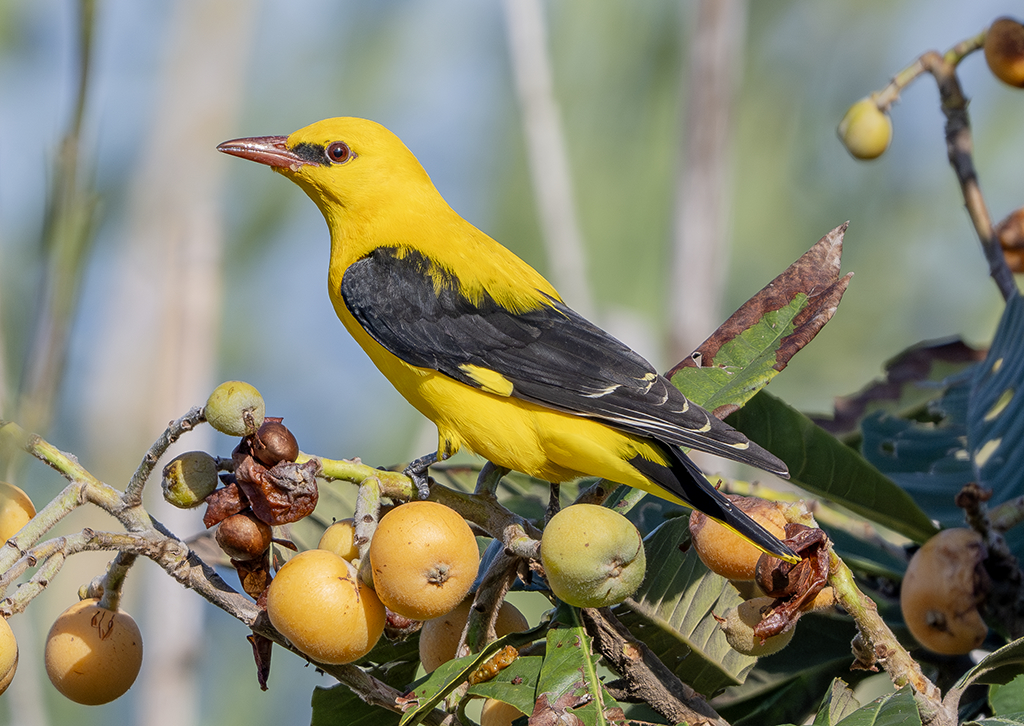
Rigogolo maschio